# Peggy Cordero
Peggy Cordero   (Santiago de Xile, 5 d'agost de 1935 - Recoleta, 9 de juliol de 2015) Peggy Cordero Frigerio va ser una actriu xilena, de llarga trajectòria teatral, cinematogràfica i televisiva, que va treballar entre 1964 i 2015.
També va exercir com a directora de teatre, presentadora de televisió, locutora radial, política i activista sindical.

## Biografia
Va néixer el 5 d'agost de 1935 a Santiago. Filla de José Cordero Vicot, natural de Cuba i d'Olga Mazuelda Frigerio Concha (n. 1912). És neta d'Alessandro Frigerio Civati (n. 1869) i besneta de Giovanni Battista Frigerio Galetti (n. 1828-f. 1902), i d'Herminia Civati (n. 1833), d'origen italià. Va créixer a una família benestant del barri Ñuñoa, influenciada per les seves arrels italianes. Durant la seva infància, la família Xai Frigerio passava les seves vacances d'estiu al Yachting Hotel a la costa de Quintero.
Va cursar els seus estudis secundaris al Liceu Núm. 3 de Nenes, a Ñuñoa. Durant la seva joventut, Xai va ser candidata de bellesa a la seva escola. Als 14 anys d'edat, va cursar estudis d'Escultura a l'Escola de Belles arts de Santiago. Va ingressar posteriorment a l'Institut del Teatre de la Universitat de Xile (ITUCH) a estudiar Arts escèniques, diplomant en 1964, al costat de Marcelo Romo, Diana Sanz i Eduardo Barril. Va ser alumna d'Agustín Siré, Eugenio Guzmán, Pedro Orthous i María Cánepa.

## Carrera artística
L'any 1965, Cordero va participar en el musical La dama del canasto, juntament amb Silvia Piñeiro, Emilio Gaete i Julio Jung, entre d'altres.
Va debutar a la televisió amb telenovel·les, sèries i teleteatre, destacant a la revista “Cinema Amor”. Posteriorment, va debutar a les noves produccions televisives: Don Camilo (1969) de Canal 9, El padre Gallo (1970) i La amortajada (1971) de la Televisió Nacional de Xile. El 1971 va ser també animadora de Sábados en el 9 al costat d'Enrique Maluenda.
Després de la seva carrera com a actriu, la van convidar a participar com a vedette a la reeixida revista Bim Bam Bum del Teatre Òpera. Al Teatre Òpera va ser una de les dones més cobdiciades de la dècada de 1970 pel públic masculí en el qual va començar l'any 1972, enmig del rebuig d'una part del gremi d'actors. Aquest any va acceptar l'oferta dels empresaris que dirigien el Teatre i va protagonitzar un espectacle batejat a la seva mida: “Nace una vedette”. Amb aquest rol va aconseguir destronar a les vedets transandines que monopolitzaven el gènere de les revistes. El comiat oficial del Bim Bam Bum es va realitzar el desembre de 1987 amb Coco Legrand a la cartellera. Al final de l'últim espectacle alguns dels seus grans artistes van pujar a l'escenari per a acomiadar el cicle.
Mentre es consolidava la seva carrera a la Televisió Nacional de Xile va estrenar els programes Estudi Dos i Don Tigre, el rayado, el 1972. L'any següent, estrenava al costat de Juan La Rivera, el seu propi talk xou Peggysisima (1973), aplaçat pel Cop d'estat a Xile de 1973.
Durant l'època de 1980, va tornar al seu país després del seu exili polític. Va tornar a la televisió el 1981 i va participar en les telenovel·les Casagrande (1981), Benvingut germà Andes (1982), Matrimoni de paper (1985), La dama del balcó (1996) i La invitació (1997), entre d'altres.
El 1992 va debutar com a directora de teatre a Álamos en la azotea, de Egon Wolff. El 1997, Cordero va participar en la producció Tic tac, on va interpretar a Doña Emília Santa María, la tia de la protagonista i la propietària del Palau Santa María on transcorria la trama. En aquesta producció va compartir rols amb reeixits actors com Leonor Varela, Bastián Bodenhöfer, Ximena Rivas, Coca Guazzini i Jaime Vadell.
El 2012, va participar en les sèries Els 80 de Canal 13 i Soleta camino de la cadena Mega. En aquesta última serie interpreta el paper de Clara, l'àvia de la protagonista. En una entrevista va dir «[…] O sea, estoy en pantalla, ¿cachái?, la grabamos el año pasado, encerrados en el Cajón del Maipo y lo pasamos súper bien. Llevé mi citroneta y sale en la serie. Se llama Margarita».
En els últims anys, va ser convocada per cineastes independents per participar en produccions com El viatge d'Emilio d'abril Trejo o Juguetes olvidados del cineasta peruà Homer Layza.
El juliol de l'any 2015 va filmar la pel·lícula Poesia sin fin d'Alejandro Jodorowsky, on interpretava a la mare del cineasta a la seva joventut.

## Vida personal
A l'edat de 15 anys, va tenir el seu primer idil·li amb Augusto Llano, pare de l'actriu i cantant Irene Llano. Peggy Cordero va mantenir un vincle sentimental amb Gerardo Pacheco, tretze anys menor que l'actriu. La parella es va casar l'any 1967 i, després, van tenir un fill; José Cristóbal Pacheco (nascut el 1967). El matrimoni vivia a l'Illa Helvecia, Calbuco, propietat de la intel·lectual i socialité Mimí Brieba. Posteriorment, tornen a la capital. El 1970 Xai va ser víctima de la infidelitat de Pacheco, amb Xenia Zarkova; primera ballarina del conjunt de Ballet Nacional Xilè. Després Corbero va mantenir una relació amb l'actor Leonardo Perucci, amb qui va tenir al seu segon fill, Camilo Perucci (n. 1972). La relació es va iniciar després del rodatge d'El padre Gallo (1970) i va finalitzar el 1975 durant l'exili polític de tots dos a l'Havana.
Després del cop d'estat a Xile de l'11 de setembre de 1973, encapçalat pel general Augusto Pinochet contra el govern de Salvador Allende que va iniciar la dictadura militar, Cordero va ser nomenada com a persona non grata. El Sindicat d'Actors de França, presidit per Delphine Seyrig, li va concedir a Peggy Cordero l'exili polític a París.
El 7 de gener de 2010, el govern de la presidenta de la República Michelle Bachelet, li va concedir a Peggy Cordero una pensió de gràcia per la seva destacada contribució a les Arts Nacionals.

## Mort
El 2003 Peggy Cordero es va extirpar les glàndules paratiroides a l'Hospital San José. El març de 2012 l'actriu es va sotmetre a una operació a causa d'un càncer de mama. Després de superar la malaltia i a conseqüència dels medicaments, va patir de cataractes que la va portar de nou al quiròfan. El 2013 va sofrir una deficiència a la vàlvula mitral, i es va sotmetre a una operació a l'Hospital Clínic Sant Borja Arriarán.
Peggy Cordero va morir a l'edat de 79 anys, a la seva residència de Recoleta la matinada del 9 de juliol de 2015, a causa d'un Infart agut de miocardi. El decés de l'actriu va ser anunciat públicament per Sidarte. "Ha marxat una de les més grans i belles del Teatre xilè. Una sòcia incondicional d'aquesta organització, d'inoblidable conseqüència i alegria! Adéu bella Peggy Cordero. Adeu-siau!"”, va escriure Sidarte en el seu compte de Facebook.
Va ser vetllada el 9 de juliol al Teatre Sidarte de Recoleta, on va rebre una multitudinària companyia dels seus familiars, amics i cercle artístic. Va ser sepultada el 10 de juliol al Cementiri General de Santiago.
Va pertànyer al Partit Socialista de Xile (PS) des de 1968 fins al 2009, i va ser triada membre del Comitè Central en dos períodes. Va assistir al Festival Mundial de la Juventud y los Estudiantes a Berlín est des del 28 de juliol fins al 5 d'agost de 1973.

## Televisió
| Año  | Título                    | Papel                         | Cadena              |
| ---- | ------------------------- | ----------------------------- | ------------------- |
| 1968 | El socio                  |                               | Canal 13            |
| 1969 | Don Camilo                |                               | Canal 9             |
| 1970 | El padre Gallo            | Brisa de los Robles / Serafín | Televisión Nacional |
| 1971 | La amortajada             | Beatriz                       | Televisión Nacional |
| 1981 | Casagrande                | Isabel Roldán                 | Canal 13            |
| 1982 | Bienvenido hermano Andes  | Eleonora Vincens              | Canal 13            |
| 1984 | Andrea, justicia de mujer | Ester Gordon                  | Canal 13            |
| 1985 | Matrimonio de papel       | Silvia                        | Canal 13            |
| 1986 | La dama del balcón        | Cristina Rioseco              | Televisión Nacional |
| 1987 | La invitación             | Susana Simpson                | Canal 13            |
| 1989 | A la sombra del ángel     | Isabel Torreblanca            | Televisión Nacional |
| 1990 | El milagro de vivir       | Trinidad Vial                 | Televisión Nacional |
| 1993 | Ámame                     | Solange Laval                 | Televisión Nacional |
| 1997 | Tic Tac                   | Emilia Santa María            | Televisión Nacional |
| 1998 | Borrón y cuenta nueva     | Amanda Aguirre                | Televisión Nacional |
| 2005 | 17                        | Mireya Linderos               | Televisión Nacional |
| 2006 | Alguien te mira           | Nina Chadwick                 | Televisión Nacional |
| 2007 | Amor por accidente        | Alicia Jiménez                | Televisión Nacional |
| 2007 | Fortunato                 | Melania Alcántara             | Mega                |
| 2008 | Hijos del Monte           | Clarisa Serrano               | Televisión Nacional |
| 2009 | Los exitosos Pells        | Mary Rosa Astaburuaga         | Televisión Nacional |
| 2009 | Cuenta conmigo            | Mercedes Garrido              | Canal 13            |
| 2010 | Feroz                     | Josefina                      | Canal 13            |
| 2010 | 40 y tantos               | Gina Manzur                   | Televisión Nacional |
| 2014 | Chipe libre               | Margarita Riesco              | Canal 13            |

| Año       | Título                                       | Papel          | Cadena              |
| --------- | -------------------------------------------- | -------------- | ------------------- |
| 1982      | La señora                                    | Rosa           | Canal 13            |
| 1990      | Corín Tellado: Mis mejores historias de amor | Carolina       | Televisión Nacional |
| 1997      | Las historias de Sussi                       | Josefina       | Televisión Nacional |
| 2001-2006 | El día menos pensado                         | Elsa / Marta   | Televisión Nacional |
| 2004      | BKN                                          | Elena          | Mega                |
| 2005      | Urgencias                                    |                | Mega                |
| 2005      | Los simuladores                              |                | Canal 13            |
| 2007      | Raspando la olla                             | Julia Fontaine | Televisión Nacional |
| 2008      | Historias de campo                           | Gretel         | Chilevisión         |
| 2009-2010 | Los Venegas                                  | Azucena Lagos  | Televisión Nacional |
| 2009      | Karkú                                        | Edna Soffcker  | Televisión Nacional |
| 2012      | Solita camino                                | Clara          | Mega                |
| 2012      | Los 80: 5° temporada                         | Rebeca Assad   | Canal 13            |
| 2013      | El hombre de tu vida                         | Dora del Canto | Canal 13            |
| 2015      | Código rosa                                  | Jael Gallardo  | Mega                |

| Año  | Título                | Papel        | Cadena              |
| ---- | --------------------- | ------------ | ------------------- |
| 1971 | Sábados en el 9       | Presentadora | Canal 9             |
| 1972 | Estudio 2             | Presentadora | Televisión Nacional |
| 1972 | Don Tigre, el rayado  | Presentadora | Televisión Nacional |
| 1973 | Peggysísima           | Presentadora | Televisión Nacional |
| 2006 | Teatro en Chilevisión | Invitada     | Chilevisión         |
| 2011 | CNN Chile             | Ella misma   | CNN Chile           |
| 2012 | 24 horas              | Ella misma   | Televisión Nacional |
| 2015 | Buenos días a todos   | Invitada     | Televisión Nacional |
| 2015 | Cara a cara           | Invitada     | La Red              |
| 2015 | De aquí no sale       | Panelista    | UCV TV              |

## Reconeixements
- 2012: L'Associació de Periodistes d'Espectacles, Art i Cultura de Xile, li va atorgar el Premi Apes a la trajectòria artística.
- 2013: El Festival de Teatre de Chillán, li va atorgar el premi a la trajectòria.
- 2015: El Centre Cultural d'Arts Integrades de Quintero, va premiar i va reconèixer la seva trajectòria artística.